# Sung Jae-ki
Sung Jae-ki hay Sung Jae-gi (Chosŏn'gŭl: 성재기, chữ Hán: 成在基, 11 tháng 9 năm 1967 - 26 tháng 7 năm 2013) là nhà hoạt động nhân quyền Hàn Quốc và là nhà hoạt động quyền công dân, triết học chủ nghĩa tự do, hội trưởng của Hiệp hội của nam giới (남성연대 男性連帶). Ông đã tranh luận về quyền của nam giới Hàn Quốc. biệt hiệu là Shimheon(심헌 心軒) và Shimheon(심헌 審軒), Chongjuk(청죽 靑竹).
Năm 1999 - năm 2013, ông được hoạt động của phong trào liberalism và các Gender liberation movement, anti-feminism movement, Phân biệt đối xử theo giới tính đối lập. also đối lập và phong trào bãi bỏ của Bộ người phụ nữ, luật cấm mại dâm(성매매 특별법). vào năm 2013, ông là một vụ tự sát, Sông Hán, Seoul. Protest of Hàn Quốc Phân biệt đối xử theo giới tính.

## Tiểu sử
Sung Jae-ki sinh ngày 11 tháng 9 năm 1967 tại Daegu, ở Province Gyeongsang Bắc, also ông được nghiên cứu Đại học Yeungnam(영남대학교), năm 1985 đến năm 1993. Năm 2000 - 26 Tháng 11 năm 2006, điều hành một Đầu tư và Bất động sản công ty "Thomas Mcfly Consulting & Headhunting Company"(토마스 맥플라이 컨설팅 & 헤드헌팅사). năm 2000, ông ấy cũng điều hành một phòng trà.
Đầu đời ông được bất kham chế độ gia trưởng, cửa quyền, cưỡng bức chịu trách nhiệm.

### hoạt động
Năm 1999 - 2013, ông phát động phong trào bãi bỏ của Bộ người phụ nữ(여성부 女性部). 26 tháng 11 năm 2006, ông đã được tìm thấy của Câu lạc bộ chống chủ nghĩa nữ quyền của nam giới giải phóng(반페미니즘 남성해방연대 anti feminism men's liberation Club), 24 tháng 1 năm 2007, câu lạc bộ phong trào bãi bỏ của Bộ người phụ nữ(여성부 폐지 운동본부 Club abolition movement of ministry of woman). ông là hoạt động cho phong trào chống đối của phụ nữ ưu đãi chính sách, Phân biệt đối xử theo giới tính.
Sau năm 1999 và cho đến khi ông qua đời, Sự ngưng Xóa bỏ la Bộ người phụ nữ, phân biệt đối xử giới tính đối lập. cũng có ông Nhu đòi bồi thường la quân nhân về hưu. ông được yêu cầu quân nhân về hưu một các bồi thường các Một trong những, tiền thưởng điểm thưởng của quân nhân(군 가산점). Năm 2002, he was demand to abolition of Bộ người phụ nữ for Hàn Quốc chính phủ.
Cũng có ông được đối lập phụ nữ chính sách ưu đãi. tháng 7 năm 2013, Chống cự thăm của "dùng cho nữ chỉ thư viện của Jecheon (제천여성도서관)". cũng có ông được Đối diện và các yêu cầu Xóa bỏ của dùng cho nữ chỉ ghế của Gyeonggi-xe buýt, Daegu Luyện tập. 19 tháng 12 năm 2007 - 24 tháng 2 năm 2008 he was demand to abolition of Bộ người phụ nữ for mới Hàn Quốc chính phủ.

### Cái chết
Ông được cứ liên tục chống cự để của Hàn Quốc phân biệt đối xử giới, phụ nữ đặc huệ Chính sách.
Sung đã tự vẫn vào ngày 26/7/2013 bằng cách nhảy từ một lan can cầu xuống Cầu Mapo ở Seoul, để lại một tờ ghi nội dung từ biệt. sau ba ngày, cảnh sát đã xác nhận vụ tự vẫn này. cuối cùng của ông cho biết, "Nam giới là một trong những con Người!(남자도 사람이다!)" Cái chết của ông đã được biết đến thậm chí ở nước ngoài. Sau khi chết, tưởng niệm cho một số Hoa Kỳ tổ chức nhân quyền.